# Tűzoltóautó

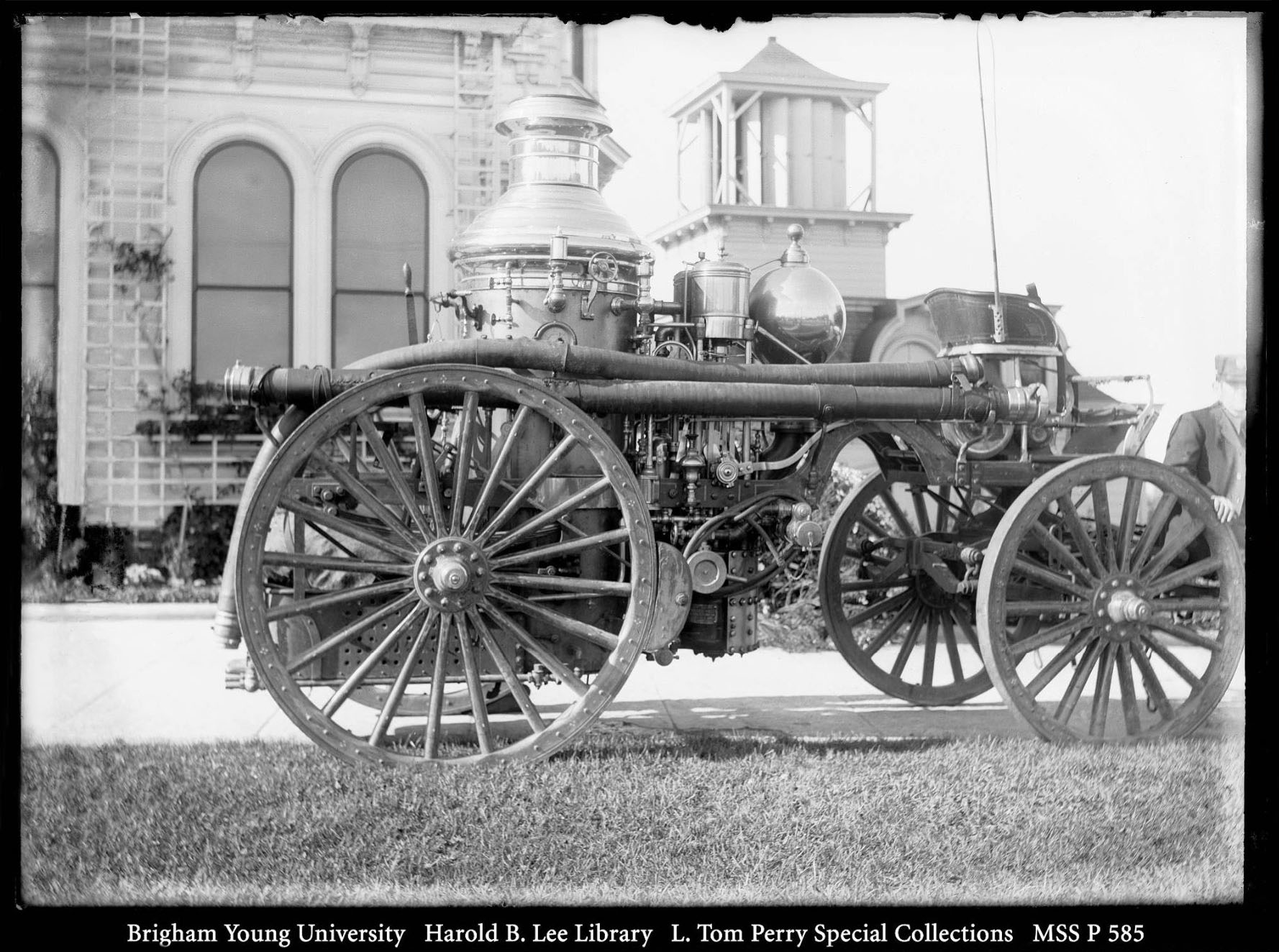
Tűzoltóautó San Franciscoban, 1906

A tűzoltóautó tűzoltók, és a tűzoltók által végzett munkákhoz használatos eszközök, anyagok szállítására használt jármű. Ismert még tűzoltókocsi, tűzoltó szerkocsi, tűzoltó szer, szerkocsi, szer néven. A magyar tűzoltóság berkein belül a tűzoltóautók két nagy csoportba vannak besorolva: gépjárműfecskendők, és különleges szerek. 
A tűzoltóautók szirénája rendkívül hangos: felhívja a veszélyre az embereket és figyelmeztet az autó vonulására. A sziréna nagyon hosszú hangja arra figyelmeztet, hogy a lakosság hagyja el a lakókörnyezetét. A rövid, egyszeri hang a füstgáz jelenlétére, és az ablakok, ajtók bezárására hívja fel a figyelmet.

## Gépjárműfecskendők

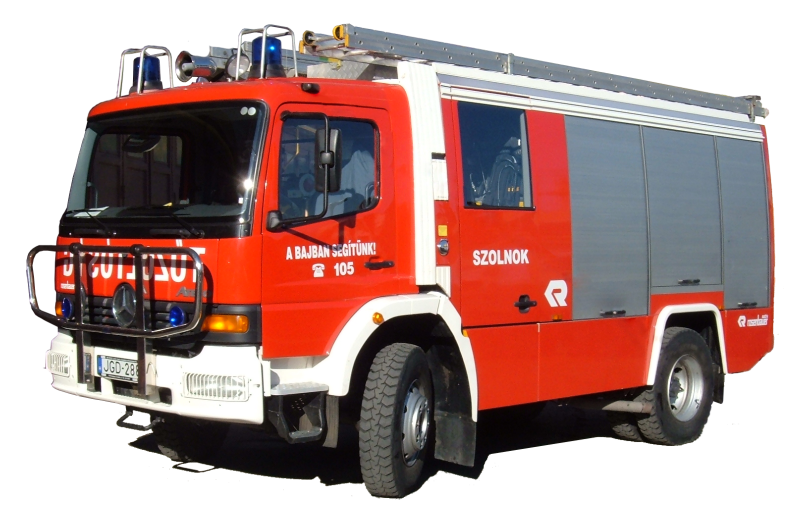
Gépjárműfecskendő

A gépjárműfecskendő talán a legfontosabb eszköznek tekinthető, mivel ezzel tudnak a tűzoltók azonnal kivonulni az esetekhez. A gépjárműfecskendő (röviden: fecskendő) rendelkezik mindazon felszereléssel, melyek a következő feladatokhoz használatosak:
- tűzoltás (tömlő, sugárcső, kézi tűzoltókészülék…)

- műszaki mentés (hidraulikus feszítő-vágó, balta, motoros láncfűrész…)

- magasból, mélyből mentés (mászóeszközök, mentőkötél, létra…)

Ezek a gépjárművek különböző mennyiségű tűzoltó anyagokkal is rendelkeznek: vízzel és habképző anyaggal, továbbá a felszereléseik között szereplő kézi tűzoltókészülékekben lévő hab,  por, széndioxid oltóanyaggal. Fontos itt megjegyezni, hogy a médiában sokszor keverik a járműre utaló fecskendő kifejezést a tűzoltásra használt vízsugarat létrehozó eszköz nevével, ami valójában a sugárcső.

## Különleges szerek

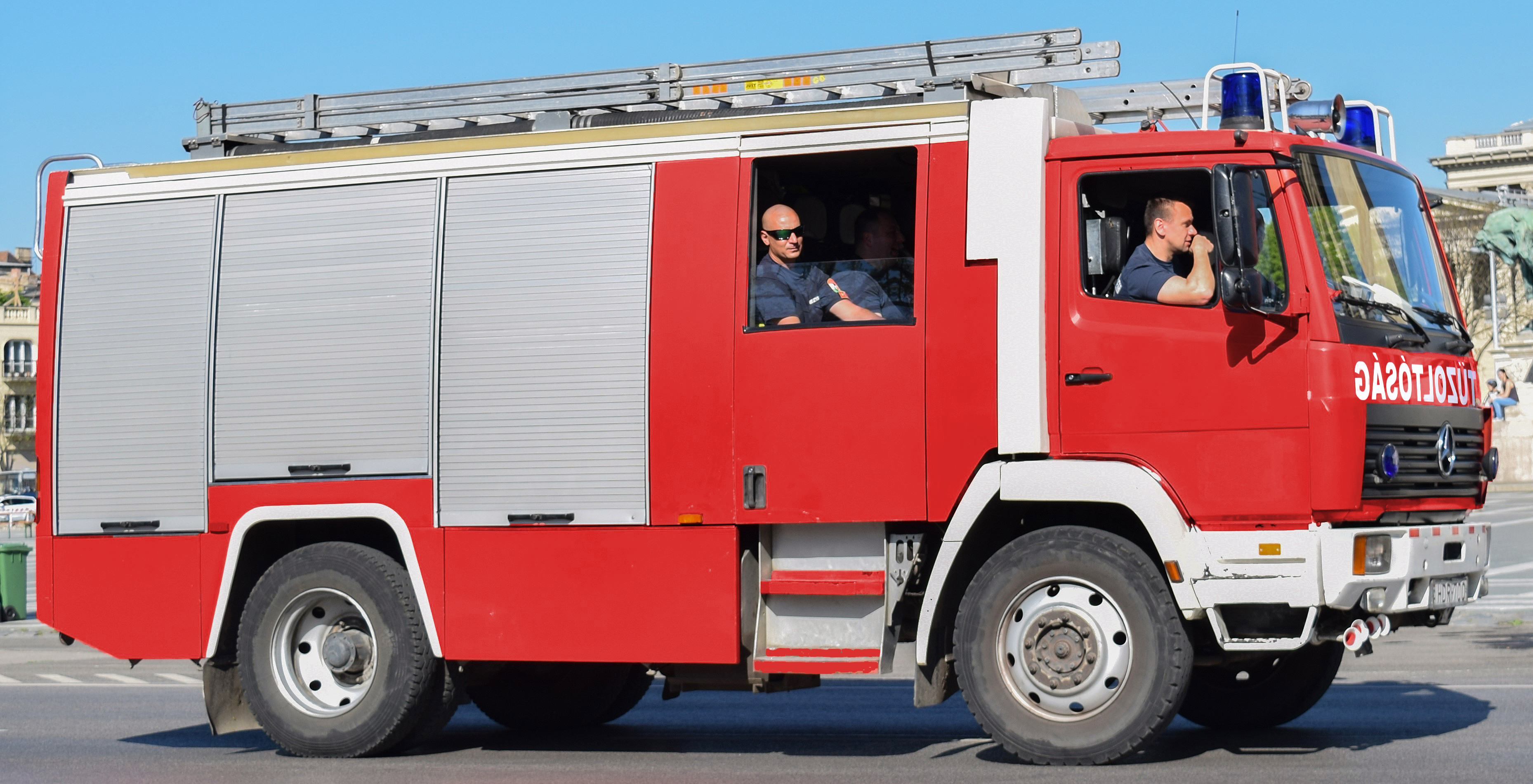
Gépjárműfecskendő

A különleges szerek csoportjába minden más autó beletartozik. Ezek a következők:
- Habbaloltó gépjármű: csak habképző anyag és a habsugarak kiépítéséhez szükséges felszerelések (tömlők, habsugárcsövek, osztók…) vannak rajta, a hab létrehozásához szükséges vizet más autókról (gépjárműfecskendő vagy vízszállító) kapja, illetve szivattyújával szívja fel (tóból, folyóból, tűzivíz tározó medencéből).
- Porraloltó szer
- Magasból mentő szer
- Műszaki mentő szer
- A-A-59724, a Federal Government procurement specification entitled "Truck, Fire Fighting (QUINT)." (angolul)
- Fotók tűzoltóautókról (angolul)